# ベネズエラの副大統領
ベネズエラの副大統領（ベネズエラのふくだいとうりょう、スペイン語: Vicepresidente de Venezuela）は、同国の元首である大統領に次ぐ役職。現職の副大統領はベネズエラ統一社会党所属のデルシー・ロドリゲスである。副大統領は大統領継承順位1位に位置し、非常時に適用される。副大統領は国民議会の3分の2以上の賛成により、不信任決議で罷免できる。

## 職務
1999年憲法では、次の職務が明記されている。
- 共和国大統領の指示に従って、行政活動を調整する。
- 大統領の承認を得て、閣僚会議議長を務める。
- 憲法に従って、公務員を指名及び解任すること。
- 大統領から委任された任務を遂行すること。
- 大統領職が空席になった際、大統領代行を務める。

## 歴代ベネズエラ共和国副大統領の一覧

### 大コロンビア副大統領（1811年 - 1830年）
| 代 | 名前                                                                       | 画像 | 就任   | 退任   | 備考                 |
| -- | -------------------------------------------------------------------------- | ---- | ------ | ------ | -------------------- |
| 1  | マヌエル・モレノ・デ・メンドーサ マウリシオ・アヤラ アンドレス・ナルバルテ |      | 1811年 | 1812年 | 三頭政治             |
| 2  | クリストバル・メンドーサ                                                   |      | 1812年 | 1812年 | 二頭政治             |
| 2  | フアン・ロシオ                                                             |      | 1812年 | 1812年 | 二頭政治             |
| 3  | フランシスコ・アントニオ・ゼア                                             |      | 1819年 | 1820年 | 大コロンビア副大統領 |
| 4  | フランシスコ・デ・パウラ・サンタンデル                                     |      | 1821年 | 1830年 | 大コロンビア副大統領 |

### ベネズエラ副大統領（1830年 - 1864年）
| 代 | 名前                               | 画像 | 就任          | 退任          | 備考         |
| -- | ---------------------------------- | ---- | ------------- | ------------- | ------------ |
| 5  | ディエゴ・バウティスタ・ウルバネハ |      | 1830年        | 1833年        | 暫定副大統領 |
| 6  | アンドレス・ナルバルテ             |      | 1833年        | 1837年        | 間接選挙     |
| 7  | ホセ・マリア・カレーニョ           |      | 1837年        | 1837年        |              |
| 8  | カルロス・スーブレット             |      | 1837年        | 1841年        | 間接選挙     |
| 9  | サントス・ミケレナ                 |      | 1841年        | 1844年        |              |
| 10 | ディエゴ・バウティスタ・ウルバネハ |      | 1845年        | 1849年        | 間接選挙     |
| 11 | アントニオ・レオカディオ・グスマン |      | 1849年        | 1851年1月20日 | 間接選挙     |
| 12 | ホアキン・エレーラ                 |      | 1851年        | 1855年        |              |
| 13 | マヌエル・フェリペ・デ・トバール   |      | 1859年9月29日 | 1861年5月20日 | 間接選挙     |
| 14 | ペドロ・グアル                     |      | 1860年        | 1861年        | 間接選挙     |
| 15 | アントニオ・レオカディオ・グスマン |      | 1864年        | 1864年        | 間接選挙     |

### ベネズエラ副大統領（1999年 - ）
| 代 | 名前                       | 画像 | 就任           | 退任           | 備考                                                                                     | 大統領             |
| -- | -------------------------- | ---- | -------------- | -------------- | ---------------------------------------------------------------------------------------- | ------------------ |
| 16 | イサイアス・ロドリゲス     |      | 1999年12月20日 | 2000年12月24日 | 1999年憲法下で最初の副大統領。                                                           | ウゴ・チャベス     |
| 17 | アディナ・バスティダス     |      | 2000年12月24日 | 2002年1月13日  | ベネズエラ初の女性副大統領。                                                             | ウゴ・チャベス     |
| 18 | ディオスダド・カベロ       |      | 2002年1月13日  | 2002年4月14日  | 暫定大統領と兼任。                                                                       | ウゴ・チャベス     |
| 19 | ホセ・ビセンテ・ランゲル   |      | 2002年4月14日  | 2007年1月3日   |                                                                                          | ウゴ・チャベス     |
| 20 | ホルへ・ロドリゲス         |      | 2007年1月8日   | 2008年1月3日   |                                                                                          | ウゴ・チャベス     |
| 20 | ラモン・カリザレス         |      | 2008年1月3日   | 2010年1月27日  |                                                                                          | ウゴ・チャベス     |
| 21 | エリアス・ジャウア         |      | 2010年1月27日  | 2012年10月10日 |                                                                                          | ウゴ・チャベス     |
| 22 | ニコラス・マドゥロ         |      | 2012年10月13日 | 2013年3月5日   | チャベスの最側近。チャベス死後、大統領に就任。西側諸国からは「独裁者」とみなされている。 | ウゴ・チャベス     |
| 23 | ホルヘ・アレアサ           |      | 2013年4月19日  | 2016年1月6日   |                                                                                          | ニコラス・マドゥロ |
| 24 | アリストブロ・イズトゥリス |      | 2016年1月6日   | 2017年1月4日   | ベネズエラ初の黒人副大統領。                                                             | ニコラス・マドゥロ |
| 25 | タレック・エル・アイサミ   |      | 2017年1月4日   | 2018年6月14日  | ベネズエラ初のシリア系副大統領。                                                         | ニコラス・マドゥロ |
| 26 | デルシー・ロドリゲス       |      | 2018年6月14日  | 現職           | マドゥロの最側近。人権侵害の疑いから、一部の国から国際制裁を受けている                   | ニコラス・マドゥロ |